# Bahnhof Altbork
Bahnhof Altbork, auch Bahnhof Alt Bork, war ein Wohnplatz im Gebiet der preußischen Provinz Pommern.

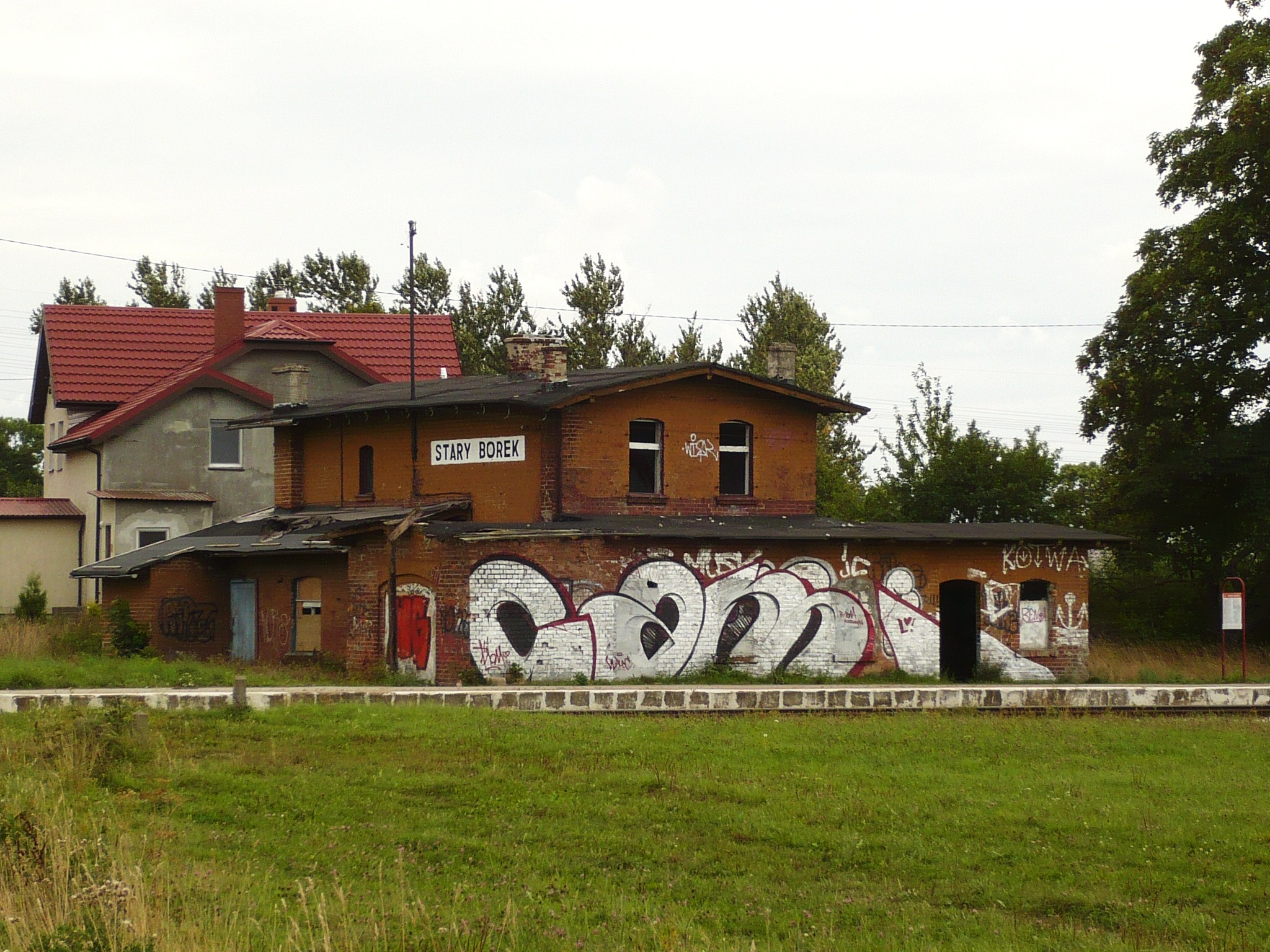
Stationsgebäude (Aufnahme von 2013)

Der Wohnplatz bestand aus dem Bahnhof an der Bahnstrecke Altdamm–Kolberg in Altbork. Die Bahnstrecke wurde 1882 von der Altdamm-Colberger Eisenbahn-Gesellschaft errichtet.
Vor 1945 wurde Bahnhof Altbork als Wohnplatz der Gemeinde Altbork geführt und gehörte mit dieser zum Kreis Kolberg-Körlin in der preußischen Provinz Pommern.
1945 kam der Wohnplatz, wie ganz Hinterpommern, an Polen. Heute liegt die Stelle im Gebiet der polnischen Gmina Kołobrzeg (Landgemeinde Kolberg) und wird nicht mehr als besonderer Wohnplatz geführt.